# Polypodium griseo-nigrum
Polypodium griseo-nigrum là một loài thực vật có mạch trong họ Polypodiaceae. Loài này được Baker mô tả khoa học đầu tiên năm 1895.